# Bures-sur-Yvette
Bures-sur-Yvette ist eine französische Gemeinde im Département Essonne in der Region Île-de-France. Die Einwohner nennen sich Buressois.

## Geographie
Bures-sur-Yvette liegt 23 Kilometer südwestlich von Paris und 2 Kilometer nordwestlich von Les Ulis. Durch den Ort fließt die Yvette. Bures-sur-Yvette besteht aus den Ortschaften La Guyonnerie im Norden, La Hacquinière im Westen und Montjay im Süden.

## Geschichte
Das Wappen der Gemeinde wurde am 15. Oktober 1943 vorgeschlagen, es handelt sich dabei um das Wappen von Wilhelm I. von Bures und Gottfried von Bures. 

## Sehenswürdigkeiten
- Die Kirche Saint-Matthieu stammt aus dem 13. Jahrhundert. In ihr befinden sich eine Glocke von 1756, eine steinerne Marienstatue aus dem 17. Jahrhundert und zwei Grabplatten aus dem 16. Jahrhundert, die als Monument historique (Denkmal) klassifiziert sind.[2][3]
- Kriegerdenkmal aus dem Jahr 1920

## Wirtschaft und Infrastruktur
Im Ort befinden sich einige Institute der Universität Paris-Süd. In einem Labor der Universität befindet sich ein Teilchenbeschleuniger (Anneau de Collisions d’Orsay) aus der zweiten Hälfte des 20. Jahrhunderts, der in das Zusatzverzeichnis der Monuments historiques eingetragen ist.
Außerdem hat das Institut des Hautes Études Scientifiques (kurz IHÉS), ein Forschungsinstitut für Mathematik und theoretische Physik, seit 1958 seinen Sitz in Bures-sur-Yvette.

## Partnerstädte
- Güstrow (Mecklenburg-Vorpommern) seit 2022[6]

## Persönlichkeiten

### Söhne und Töchter der Stadt
- Wilhelm I. von Bures († 1142), Kreuzritter
- Gottfried von Bures († 1119), Kreuzritter

### Persönlichkeiten, die vor Ort gewirkt haben

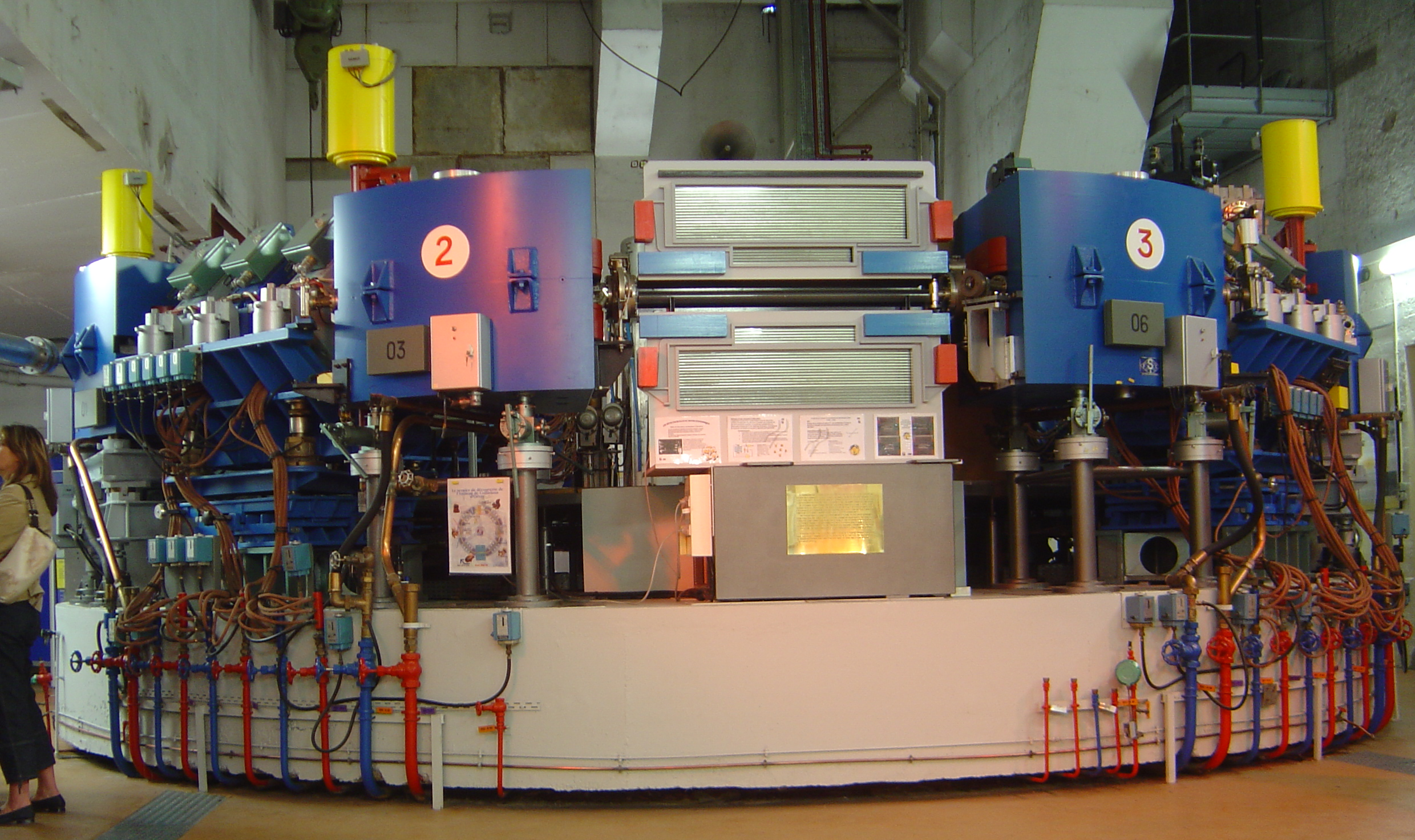
Anneau de Collisions d’Orsay, auch ACO genannt

- Louis Michel  (1923–1999), theoretischer Physiker, seit 1962 Professor und ständiges Mitglied des IHÉS, lehrte dort nach seiner Emeritierung bis zu seinem Tod
- René Thom (1923–2002), Mathematiker und Philosoph, arbeitete ab 1964 am IHÉS
- Michail Gromow (* 1943), russisch-französischer Mathematiker, 1982 als Professor und ständiges Mitglied am IHÉS tätig
- Jean-Pierre Bourguignon (* 1947), Mathematiker, seit 1994 Direktor des IHÉS
- Ofer Gabber (* 1958), israelischer Mathematiker, seit 1984 am IHÉS tätig